# Правовий інфантилізм
Правовий інфантилізм — один з проявів деформації правової свідомості, що проявляється у несформованості правових знань або їх недостатній глибині, однак при особистій переконаності в наявності належної юридичної підготовки. Він розглядається як відносно м'яка за наслідками форма деформації правосвідомості. Найбільшого поширення правовий інфантилізм набуває серед працівників правоохоронних та інших правозастосовчих органів, які не здобули фундаментальної юридичної освіти.